# José Freire Falcão
José Freire Falcão (Ereré, 23 de outubro de 1925 - Brasília, 26 de setembro de 2021) foi um cardeal brasileiro e o segundo arcebispo de Brasília.

## Primeiros anos
Filho de Otávio Freire de Andrade e de Maria Falcão Freire, nascido no interior do Ceará, em Ereré, então município de Pereiro. Concluiu aos onze anos, na cidade de Russas, o quarto ano do ensino primário.
Em 1938 ingressou no seminário da Prainha, em Fortaleza, e ordenou-se padre em Limoeiro do Norte em 19 de junho de 1949. Até 1967, trabalhou na diocese de Limoeiro do Norte, no ministério pastoral, e foi vice-diretor do Liceu Diocesano. Foi membro da faculdade do seu seminário menor e outras instituições de ensino e assistente eclesiástico da Ação Católica Brasileira.
Foi o único cearense que chegou ao cargo de cardeal da Igreja Católica.

## Episcopado
Eleito bispo titular de Vardimissa e bispo coadjutor designado, com direito de sucessão, de Limoeiro do Norte em 24 de abril de 1967. Foi consagrado em 17 de junho, por José de Medeiros Delgado, arcebispo de Fortaleza, assistido por Vicente de Paulo Araújo Matos, bispo de Crato, e por José Mauro Ramalho de Alarcón Santiago, bispo de Iguatu. Sucedeu a Sé de Limoeiro do Norte em 19 de agosto de 1967. Frequentou a II Conferência Geral do Episcopado Latino-Americano, de Medellín na Colômbia, entre 24 de agosto e 6 de setembro de 1968.
Promovido a sé metropolitana de Teresina em 25 de novembro de 1971. A partir de então, integrou também o Departamento de Vocações e Ministérios e o Departamento de Educação do CELAM, tendo sido ainda responsável pela Seção de Ecumenismo. Em 1979 participou da conferência do CELAM realizada em Puebla (México).
Em 1981, dom Falcão integrou a congregação plenária da comissão responsável pela revisão do Código do Direito Canônico. Além disso, foi escolhido pelo papa João Paulo II como um dos bispos para participar da VI Assembleia Ordinária do Sínodo dos Bispos, realizada no Vaticano em 1983.
Foi transferido para a sé metropolitana de Brasília em 15 de fevereiro de 1984. No mesmo ano, foi eleito segundo vice-presidente do Conselho Episcopal Latino-Americano.

## Cardinalato

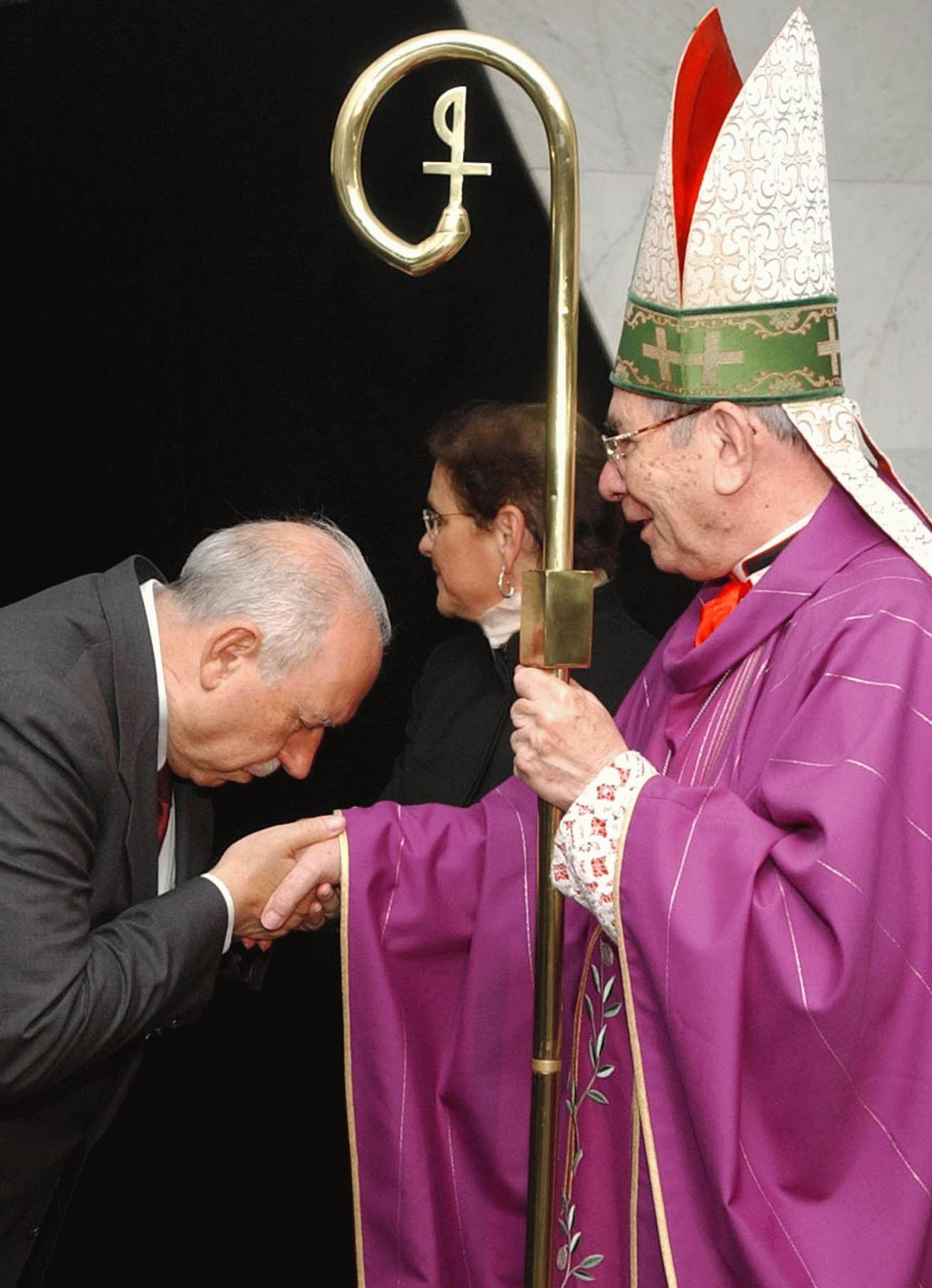
Falcão com o vice-presidente brasileiro José Alencar, em 2003

Foi criado cardeal no consistório de 28 de junho de 1988, recebendo o barrete cardinalício e o título de cardeal-presbítero de San Luca a Via Prenestina no mesmo dia. Frequentou a VIII Assembleia Ordinária do Sínodo dos Bispos, na Cidade do Vaticano, entre 30 de setembro e 28 de outubro de 1990 e a IV Conferência Geral do Episcopado Latino-Americano de Santo Domingo, na República Dominicana, entre 12 e 28 de outubro de 1992.
Membro do Conselho de Cardeais para o Estudo dos problemas organizativos e econômicos da Santa Sé, em 2 de dezembro de 1993. Assistiu à Assembleia Especial para a América do Sínodo dos Bispos, na Cidade do Vaticano, entre 16 de novembro e 12 de dezembro de 1997.
Em fevereiro de 1995, sob a liderança de Dom Falcão, foi criado o Centro de Estudos Filosóficos e Teológicos de Brasília, que começou a oferecer o curso de filosofia ainda naquele ano e, em 1997, o de teologia. Em 1996, ele deixou a direção da OASSAB (Obras de Assistência e de Serviço Social da Arquidiocese de Brasília), cargo que ocupava desde 1984.
Renunciou ao governo pastoral da arquidiocese após ter atingido a idade limite, em 28 de janeiro de 2004. Participou do conclave de 2005, que elegeu o Papa Bento XVI. Perdeu o direito de votar no conclave, quando completou 80 anos de idade, em 23 de outubro de 2005.

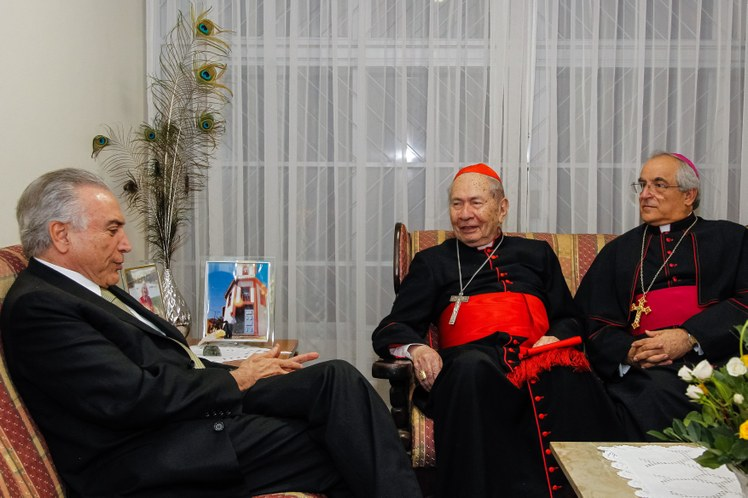
O Cardeal José Freire Falcão, com o presidente Michel Temer e Núncio Apostólico, Dom Giovanni d'Aniello na embaixada da Santa Sé no Brasil

Em agosto de 2009, foi homenageado pela CNBB, no contexto de comemoração dos 60 anos de sua ordenação sacerdotal, e em outubro de 2012, foi homenageado pelo Centro de Estudos Filosóficos e Teológicos de Brasília, quando da inauguração da biblioteca que ganhou o seu nome.
Esteve presente na missa em homenagem à canonização do padre Anchieta, celebrada pelo papa Francisco no dia 24 de abril de 2014. Ele participou ao lado dos cardeais brasileiros Raymundo Damasceno Assis, Odilo Scherer, João Braz de Aviz e Cláudio Hummes.
Exerceu também funções jornalísticas, escrevendo artigos mensais para o Jornal do Brasil e Correio Brasiliense, e artigos semanais para o boletim litúrgico da arquidiocese de Brasília, “O Povo de Deus”. Publicou o livro A vida e o pontificado de João Paulo II – anotações de um curso (2008).
O cardeal foi internado no dia 17 de setembro de 2021, como medida preventiva, após testado positivo para a COVID-19. Na madrugada do dia 24 de setembro, teve uma piora em seu quadro respiratório e renal, sendo necessária uma entubação para dar um conforto maior a sua condição. Faleceu em 26 de setembro de 2021, em Brasília, no Hospital Santa Lúcia, vítima de complicações da COVID-19.

## Ordenações

### Ordenações presbíteros
- Marcony Vinícius Ferreira (1988)
- Marcos Antônio Tavoni (1996)

### Ordenações episcopais
O Cardeal Dom José Freire Falcão foi o ordenante principal dos seguintes bispos:
- Pompeu Bezerra Bessa (1973)
- Raymundo Damasceno Assis (1986)
- Agostinho Stefan Januszewicz, O.F.M.Conv. (1989)
- Jésus Rocha (1994)
- Francisco de Paula Victor (1996)
- João Casimiro Wilk, O.F.M.Conv. (1998)
- Marcony Vinícius Ferreira (2014)

O Cardeal Dom José Freire Falcão foi o co-ordenante dos seguintes bispos:
- José González Alonso (1995)
- José Ronaldo Ribeiro (2007)
- Waldemar Passini Dalbello (2010)
- Valdir Mamede (2013)

## Obras
- O Homem Integral, 1957.
- O Estado Integral, 1957.
- O Homem Integral e o Estado Integral (filosofia política de Plínio Salgado), 1987.
- Refletindo o Evangelho.